# Навидад, Патрисия
Патрисия Навидад (исп. Ana Patricia Navidad Lara) (20 мая 1973, Кульякан, Синалоа, Мексика) — мексиканская актриса театра и кино, певица и фотомодель. Рост — 172 см, вес — 59,5 кг, бюст — 36D-26-35, глаза и волосы — коричневые.

## Биография
Родилась 20 мая 1973 года в Кульякане в семье Хесуса Навидада. С детства увлеклась музыкой, и поэтому будучи ученицей средней школы в возрасте 9 лет впервые в жизни спела на школьном концерте и её родителям посоветовали продвигать дальше, что они и сделали и вскоре она стала выступать уже профессионально. В возрасте 17 лет она приняла участие в конкурсе красоты Мисс Синалоа и в качестве стипендии ей предложили учёбу в CEA при телекомпании Televisa и она недолго подумав, отправилась в Мехико. В мексиканском кинематографе дебютировала в 1992 году в телесериале Мария Мерседес и с тех пор снялась в 28 работах в телесериалах и одном телефильме. В 1998 году выпустила музыкальный альбом, который был удостоен премии Золотой диск в США, два года спустя выпустила второй диск. В области кинематографии 6 раз номинирована на премии Revista Q Que и TVyNovelas, из которых 4 раза победила.

## Фильмография

### Избранные телесериалы
- 1985-2007 — «Женщина, случаи из реальной жизни»
- 1992 — «Мария Мерседес» — Ирис.
- 1994 — «Маримар» — Исабель.
- 1995 — «Акапулько, тело и душа» — Клара.
- 1997 — «В плену страсти» — Мирейя.
- 2003-04 — «Ночная Мариана» — Ядира де Гуэрро.
- 2006 — «Самая прекрасная дурнушка» — Алисия Ферейра.
- 2007 — «Любовь без грима»
- 2008 —
  - «Женщины-убийцы» — Конча Гарридо.
  - «Клянусь, что люблю тебя» — Антония Мадригаль.
- 2010 — «Сакатильо, место в твоём сердце» — Сорайда.
- 2011-н. в. — «Как говорится» — Адела.
- 2012 — «Для неё я Ева» — Мими де ла Росе.

## Театральные работы
- Смелая — Елена Техеро.